# Ebrahim Golestan
Ebrahim Golestan (en persa: ابراهیم گلستان‎; Shiraz, 19 de octubre de 1922-Sussex, 22 de agosto de 2023) fue un director de cine y escritor iraní.
Golestan fue el primer director iraní en ganar un premio internacional por un documental, y recibió una medalla de bronce en el Festival de Cine de Venecia en 1961.
Sus obras literarias tienen un estilo particular y muchos de sus estilos de escritura parecen estar influenciados por los cuentos cortos de Ernest Hemingway. Fue uno de los primeros escritores iraníes en incorporar elementos de la literatura moderna occidental, convirtiéndose en uno de los más influyentes escritores contemporáneos de Irán. Destaca por la creación de colecciones de historias independientes, pero con temas o estructuras que las relacionan.

## Biografía
Nacido en la región de Shiraz, Golestan se casó a los 21 años con su prima, Fakhri Golestan, con la cual tuvo dos hijos: el fotógrafo Kaveh Golestan y Lili Golestan, dedicada a las artes y la literatura. Entre sus nietos destacan Mani Haghighi, también director de cine, y Mehrak, conocido como el rapero Reveal.
Hacia 1942, Golestan estudió brevemente derecho en Teherán, pero abandonó sus estudios y se dedicó a trabajar como fotógrafo en los principales periódicos del país. En esa misma época profundizó su interés por la literatura y publicó su primer cuento, Los ladrones. En 1948, éste y otros seis cuentos formaron su primera publicación, Azar, el último mes de otoño. También tuvo participación política, militando algunos años en el partido comunista Tudeh, del cual renunció en enero de 1948.
En el mundo cinematográfico, Golestan se inició produciendo documentales para compañías petroleras, lo que generó varias críticas de parte de otros pensadores de la época, como Yalal Al-e Ahmad. Su primer documental fue De la gota al mar en 1952, tras lo cual siguió una serie de obras en las que destacó Yek Atash (Un fuego), que llegó al Festival Internacional de Cine de Venecia. En 1965 realizó un documental sobre las joyas de la corona, a petición del Banco Central de Irán, con el fin resaltar la historia del país en conmemoración de los 25 años del reinado del sah Mohammad Reza Pahleví. La obra, sin embargo, no fue del gusto de las autoridades por las críticas a la monarquía, por lo que fue recortado y modificado antes de su estreno.
Además de su trabajo documental, Golestan realizó dos películas de ficción: Ladrillo y espejo de 1964 y Los secretos del tesoro del Valle del Jinn en 1974. Ahmad Shamlú acusó que esta última obra había sido financiada por el sah, lo que generó muchas críticas contra Golestan.
Fue muy cercano a la controvertida poetisa Forugh Farrojzad, un ícono feminista iraní, a la que conoció en 1958. Golestan influyó en la etapa más prolífica de la artista, dándole a conocer parte de los movimientos literarios modernos del mundo occidental e incluso produjo La casa es negra, el principal documental dirigido por Farrojzad. Ambos mantuvieron una compleja relación sentimental hasta la muerte de la escritora en un accidente en 1965. Tras su fallecimiento, Golestan se convirtió en una suerte de protector de su memoria. En 2017, 50 años después de dicho accidente, Golestan intentó explicar la relación entre ambos: "Lamento todos los años que ella no está aquí, por supuesto [...] Estuvimos muy unidos, pero no puedo medir cuánto sentía por ella. ¿Cómo puedo? ¿En kilos, en metros?"
En 1975, Golestan finalmente decidió emigrar hacia el Reino Unido debido a su incómoda posición política, siendo atacado tanto por los críticos de la monarquía como por los cercanos del gobierno,  estableciéndose posteriormente en el condado de Sussex. Desde los años 1980, es dueño de Wykehurst Place, una mansión en el sector de Bolney, Mid Sussex.

## Obras literarias
- 1948 - Âzar, mâh-e âkher-e pâ’iz (Azar, el último mes del otoño; compilación de 7 historias).
- 1955 - Shekâr-e sâyeh (Caza de las sombras; compilación de 4 historias).
- 1967 - Juy-o divâr-o teshneh (El arroyo, el muro y la sed; compilación de 10 historias).
- 1969 - Madd-o meh (Marea y niebla; compilación de 3 historias).
- 1995 - Rooster (Gallo).

## Filmografía

### Documentales
- 1952 - De la gota al mar
- 1961 - Yek Atash (Un fuego)
- 1962 - Moj, marjan, khara (Ola, coral y granito)
- 1963 - The Hills of Marlik (Las colinas de Marlik)
- 1965 - The crown jewels of Iran (Las joyas de la corona de Irán)
- 1966 - Kharab-abad

### Ficción
- 1964 - Khesht va Ayeneh (Ladrillo y espejo)
- 1974 - Asrar ganj dareheye jenni (Los secretos del tesoro del Valle del Jinn)